# Can Figuerola
Can Figuerola és una masia situada als carrers del Sinaí i Judea de Sant Genís dels Agudells (Barcelona), catalogada com com a bé cultural d'interès local.

## Història
Deu al seu nom al jurisconsult i polític Laureà Figuerola, que fou ministre d'Hisenda al govern provisional espanyol arran de la Revolució de 1868, i va establir la pesseta com a moneda espanyola.
La finca havia tingut una gran extensió de terreny, que va ser ocupat per blocs de pisos, i la masia es va salvar de l'enderrocament malgrat trobar-se en estat ruïnós. Va ser adquirida pel pintor Alfredo Palmero de Gregorio (1901-1991), que la va fer rehabilitar. Actualment és la seu del Museu d'Art Palmero.

## Descripció
De planta sensiblement rectangular, la façana principal inclou una porta adovellada als baixos i quatre finestrals gòtics flamígers al primer pis. A sota s'hi conserven gran túnels i passadissos subterranis.